# 류세라
류세라(柳世羅, 1987년 10월 3일 ~ )는 대한민국의 가수이자 모델이다.

## 학력
- 개원초등학교
- 화명중학교
- 뉴 웨스트민스터 세컨더리 스쿨
- 한동대학교 영어영문학과

## 생애
류세라는 1987년 10월 3일 부산광역시에서 1남 1녀 중 장녀로 태어났다. 어릴 적부터 노래에 많은 관심을 가졌던 그녀는 음악공부를 하기 위해 14살이 되던 해 부모님께 부탁을 해 캐나다로 혼자 유학을 간다. 2005년 캐나다의 한 지역 노래 대회에서 동양인 최초로 3위권 내에 드는 쾌거를 달성하기도 했다. 그땐 'Jessica Simpson'의 'Where you are'이라는 노래를 불렀는데, 이 노래는 당시 그녀에게 힘이 되어준 노래라고 한다. 타지에서 우여곡절 끝에 중,고등학교 과정을 마친 그녀는 한국으로 돌아와 다이어트를 시작한다. 캐나다에서의 그녀의 몸매는 평범한 또래 아이들과 별 차이 없었다고 한다. 하지만 한국에서는 날씬한 여자들도 많고 가수가 되기 위해서는 외모를 가꿔야겠다는 생각에 다이어트를 결심, 초콜렛 다이어트 등의 방법으로 20kg가 넘는 몸무게를 감량하고 스타제국 오디션에도 합격해 기획사 연습생이 된다. 당시에 '나인뮤지스'라는 여자 데뷔팀에 들어간다. 2010년 나인뮤지스의 리더로 데뷔했으며, 2014년 소속사와 계약 만료로 탈퇴했다.
2015년 7월 18일 류세라 첫 솔로 앨범 "serenade" 의 재킷사진을 "세라와 함께"라는 다음 팬카페에 올리고 7월 22일 앨범 초안을 공개하며 8월 1일 비공식 앨범발매를 알렸다.

### 2015:serenade
솔로 가수 《류세라》는 2015년 8월 1일 첫 솔로 비공식 앨범 《SeRen:Ade》로 기다려준 팬들에게 인사했다.
《나인뮤지스》라는 아이돌이 아닌 솔로가수로 팬들에게 다가갔다. 또 앨범의 전곡을 세라 스스로 작사.작곡하여 더욱 의미있는 앨범이다.
2015년 7월 18일 serenade 의 재킷사진과 수록곡 목록을 팬 카페인 "세라와 함께"를 통해 알렸다. 또 7월 22일 앨범의 초안을 공개했다. 01.Lullaby 03.보다 04.12 05.세라리따 06.하지만 이별 의 세라의 유투브인 류투브를 통해 전하지 않았던 자작곡과 02.굳이 사랑이 07.그대는 only one의 이미 공개되었던 자작곡, 그리고 히든트랙인 MINE(remix.ver)까지 총 8곡이 담겨있다. 7월 31일까지 http://cafe.daum.net/rysera103/IZTD/9 세라와 함께에서만 주문으로 판매되었다. 찾는 이가 많아 2차까지 판매가 종료되었다.

## 음반 활동

### EP
- 《SeRen:Ade》 (CD only)

### 참여음반
- 2016년 《하루하루》 (좋은 사람 OST Part 14)

## 출연작

### 드라마
- 2013년 tvN 《푸른거탑》 11화, 21화, 23화 - 태희 역
- 2013년 MBC 에브리원 《무작정 패밀리 시즌2》 37회 - 세라 역[3]

### 예능
- 2013년 tvN 《퍼펙트 싱어》 1위 - 금50돈 획득
- 미쓰백 EP1_류세라 CUT] '나인뮤지스 출신' 류세라, 공황장애 고백·대출로 생계유지 MBN 20201008 방송

### 종교
- 2021 CTS기독교TV 《하잉RTA》출연 및 진행